# Rock Island Arsenal
Rock Island Arsenal – jednostka osadnicza w Stanach Zjednoczonych, w stanie Illinois, w hrabstwie Rock Island.